# Syndrome de Rothmund-Thomson
 Mise en garde médicale
Le syndrome de Rothmund-Thomson (SRT) est une maladie génétique rare caractérisée par une transmission autosomique récessive.

## Cause
L'un des gènes en cause est le RECQL4 codant une hélicase à acide désoxyribonucléique. Une mutation du gène donnant une protéine non fonctionnelle serait responsable des 2/3 des patients atteints et serait corrélée avec une augmentation du risque de formation d'un ostéosarcome.

## Historique
Le SRT fut décrit pour la première fois en 1868 par un ophtalmologiste allemand, Auguste Rothmund, qui trouva dans les membres d’une même famille de l’érythème et des cataractes juvéniles. En 1923, un dermatologue anglais, Sydney Thomson, appela « Poïkiloderma congenitale » l’érythème si caractéristique du SRT. Finalement, c’est en 1957 que William Taylor suggéra que les deux maladies faisaient partie d'une même maladie et décida d’unir les deux noms pour en faire le syndrome de Rothmund-Thomson.

## Manifestations cliniques
La maladie atteint deux fois plus les garçons que les filles. L'âge de découverte est surtout durant l'enfance mais la maladie peut être dépistée, dans certains cas, seulement à l'âge adulte.
La peau est normale à la naissance, mais vers l'âge de trois à six mois se développe une poïkilodermie au niveau des joues du visage qui peut s’étendre aux bras, aux jambes et aux fesses. La poïkilodermie,  ou exanthème, est une rougeur très caractéristique du SRT dont sont porteurs tous les gens atteints. La poïkilodermie — « érythème télangiectasique », en anglais on dit « rash » — est créée par une pigmentation de la peau qui varie en ces endroits, de minces vaisseaux sanguins apparents à la surface de la peau et un amincissement de la peau. Certains érythèmes comportent aussi des gonflements ou décollements épidermiques (ampoule, phlyctène) au niveau du visage ou des points d'appui (fesses). Ces manifestations cutanées inaugurent des signes de vieillissement prématuré incluant des troubles de la pigmentation (hypopigmentation, leucodermie ou hyperpigmentation), une atrophie et apparition de télangiectasies.
Les anomalies du squelette comprennent une formation anormale de l'os (Ostéochondrodysplasies), une ostéogénèse imparfaite ou même une absence totale d'os comme le radius et d’autres déformations des os (osteochondrite...). D’autres manifestations sont des anomalies des dents (agénésie ou dysplasie ectoderme) et des ongles (onychogryphose, leuconychie...) , des vomissements et des maux de ventre, des cataractes juvéniles, une petite taille, des cheveux, cils et sourcils absents ou épars et clairsemés et des cancers de la peau (épithéliomes, mélanomes...) et des os (ostéosarcomes...).
Une complication courante est la survenue d'un ostéosarcome ou d'autres types de cancers.

## Traitement
Il n'existe pas de traitement de la cause de la maladie, la prise en charge se limitant à ses conséquences.